# تپه قالاه دیز
تپه قلعه دیز مربوط به هزاره اول - دوره ساسانیان - دوران‌های تاریخی پس از اسلام است و در شهرستان خلخال، بخش شاهرود، روستای دیز واقع شده و این اثر در تاریخ ۱۰ خرداد ۱۳۸۲ با شمارهٔ ثبت ۸۸۸۵ به‌عنوان یکی از آثار ملی ایران به ثبت رسیده است.